# Nestoplja vas
Nestoplja vas is een plaats in Slovenië en maakt deel uit van de gemeente Semič in de NUTS-3-regio Jugovzhodna Slovenija. De plaats telde 31 inwoners op 1 januari 2020.